# 2022 AP7
2022 AP7 est un astéroïde Apollon potentiellement dangereux d'environ 1,5 kilomètre de diamètre,. Il s'agirait du plus grand objet potentiellement dangereux identifié au cours des huit années précédant sa découverte en 2022. La découverte a été faite par Scott Sheppard avec des observations crépusculaires en utilisant la Dark Energy Camera de l'observatoire interaméricain du Cerro Tololo au Chili.

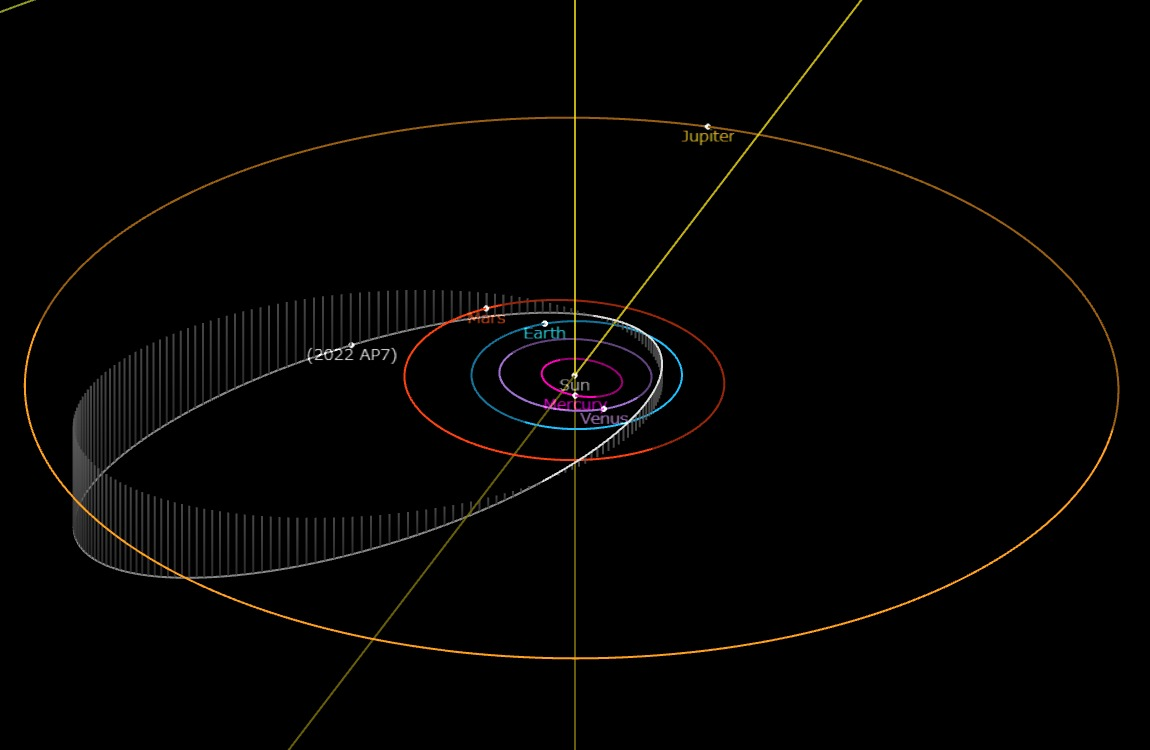

L'astéroïde ne s'approche actuellement pas à moins de 7 millions de kilomètres de la Terre. Il se trouve sur une orbite hautement elliptique ayant une période de 5 ans. En mars 2022, l'astéroïde se trouvait à 1,4 UA (210 millions de km) de la Terre et ne se rapprochera pas à nouveau avant mars 2027.